# Thierry Bodineau
Pour les articles homonymes, voir Bodineau.
Thierry Bodineau est un mathématicien français, spécialiste de physique statistique.

## Formation et carrière
Bodineau obtient son doctorat en 1997 à l'Université Paris Diderot - Paris 7, sous la direction de Francis Comets, avec une thèse intitulée « Etude du modèle d'Ising avec potentiel de Kac ».
Il est directeur de recherche CNRS, professeur associé à l’IHES, membre du Laboratoire Alexander Grothendieck.

## Travaux
Il étudie la validité de l'équation de Boltzmann : la description statistique donne avec grande probabilité une bonne approximation de la dynamique des particules quand le nombre de particules est très grand et dans la limite de basse densité. Cette connexion entre mécanique classique et mécanique statistique pose de nombreuses questions fondamentales sur la propagation du chaos et l'apparence d'irréversibilité. Une série de résultats récents avec Laure Saint-Raymond (qui reçoit le prix Bôcher), Isabelle Gallagher et Sergio Simonella permet d'analyser les corrélations dans le système de particules hors équilibre, et de mieux comprendre les fluctuations autour de l'équation de Boltzmann. Selon Laure Saint-Raymond, « Une deuxième avancée clé concerne la dérivation de l'équation de Boltzmann à partir de la dynamique d'un billard à sphère dure et a donné lieu à une série de travaux communs avec T. Bodineau, I. Gallagher et S. Simonella. La question centrale est de comprendre les processus qui sont responsables de la décorrélation des particules et qui permettent d'obtenir une description statistique du système hors équilibre. Nos résultats les plus récents, s'ils n'améliorent pas le temps (très court) sur lequel nous pouvons montrer rigoureusement que l'équation de Boltzmann prédit la dynamique la plus probable, donnent une compréhension beaucoup plus fine du processus en caractérisant les écarts (petits ou grands) par rapport à cette dynamique moyenne. »

## Distinctions
En 2016 il reçoit le prix du magazine La Recherche conjointement avec Laure Saint-Raymond et Isabelle Gallagher.
En 2022 il est lauréat du prix Sophie-Germain

## Publications (sélection)
- From hard spheres dynamics to the Stokes–Fourier equations: An L2 analysis of the Boltzmann–Grad limit, avec L. Saint-Raymond et I. Gallagher, Annals PDE 3 (2017), 90 pages ;
- Fluctuation Theory in the Boltzmann–Grad Limit, avec L. Saint-Raymond, I. Gallagher et S. Simonella, J. Stat. Phys. 180 (2020), 873-895.